# Risor (geslacht)
Risor is een monotypisch geslacht van straalvinnige vissen uit de familie van grondels (Gobiidae).

## Soort
- Risor ruber (Rosén, 1911)